# Łyżwiarstwo szybkie na Zimowych Igrzyskach Olimpijskich Młodzieży 2012
Zawody w łyżwiarstwie szybkim na I Zimowych Igrzyskach Olimpijskich Młodzieży 2012 odbywały się w dniach 14 - 20 stycznia 2012 roku.
Zawodnicy i zawodniczki walczyli w czterech konkurencjach: w biegu na 1000 m, 1500 m, 3000 m i drużynowo. Łącznie rozdanych zostało osiem kompletów medali. Zawody odbywały się na torze Eisschnellaufbahn.

## Terminarz
| Data             | Miejscowość | Konkurencja           | Złoto              | Srebro             | Brąz                 |
| ---------------- | ----------- | --------------------- | ------------------ | ------------------ | -------------------- |
| 14 stycznia 2012 | Innsbruck   | 500 m chłopców        | Liu An             | Roman Dubowik      | Toshihiro Kakui      |
| 14 stycznia 2012 | Innsbruck   | 500 m dziewcząt       | Jang Mi            | Shi Xiaoxuan       | Martine Lilløy Bruun |
| 16 stycznia 2012 | Innsbruck   | 1500 m chłopców       | Yang Fan           | Liu An             | Seitaro Ichinohe     |
| 16 stycznia 2012 | Innsbruck   | 1500 m dziewcząt      | Jang Mi            | Sanneke de Neeling | Sumire Kikuchi       |
| 18 stycznia 2012 | Innsbruck   | 3000 m chłopców       | Yang Fan           | Seitaro Ichinohe   | Noh Hyeok-jun        |
| 18 stycznia 2012 | Innsbruck   | 3000 m dziewcząt      | Sanneke de Neeling | Rio Harada         | Su Ji-jang           |
| 20 stycznia 2012 | Innsbruck   | Bieg masowy chłopców  | Yang Fan           | Seitaro Ichinohe   | Wasili Puduszkin     |
| 20 stycznia 2012 | Innsbruck   | Bieg masowy dziewcząt | Sanneke de Neeling | Su Ji-jang         | Sumire Kikuchi       |

## Wyniki

### Dziewczęta

#### 500m
| Pozycja | Zawodniczka          | Narodowość       | Czas  | Strata |
| ------- | -------------------- | ---------------- | ----- | ------ |
|         | Mi Jang              | Korea Południowa | 81.68 | -      |
|         | Xiaoxuan Shi         | Chiny            | 84.32 | + 2.64 |
|         | Martine Lilloy Bruun | Norwegia         | 87.51 | + 5.83 |
| 4.      | Suzanne Schulting    | Holandia         | 87.72 | + 6.04 |
| 5.      | Leia Behlau          | Niemcy           | 88.13 | + 6.45 |
| 6.      | Swietłana Maltsewa   | Kazachstan       | 88.18 | + 6.50 |
| 7.      | Gloria Malfatti      | Włochy           | 88.72 | + 7.04 |
| 8.      | Nikol Zdrahalova     | Czechy           | 89.83 | + 8.15 |
| 9.      | Michelle Uhrig       | Niemcy           | 90.12 | + 8.44 |
| 10.     | Anne Michiels        | Belgia           | 90.95 | + 9.27 |

#### 1,500m
| Pozycja | Zawodniczka          | Narodowość       | Czas    | Strata |
| ------- | -------------------- | ---------------- | ------- | ------ |
|         | Mi Jang              | Korea Południowa | 2:08.17 | -      |
|         | Sanneke De Neeling   | Holandia         | 2:09.54 | + 1.37 |
|         | Sumire Kikuchi       | Japonia          | 2:11.33 | + 3.16 |
| 4.      | Fu Yuan              | Chiny            | 2:11.94 | + 3.77 |
| 5.      | Elizaweta Kazelina   | Rosja            | 2:12.90 | + 4.73 |
| 6.      | Marina Salnikowa     | Rosja            | 2:14.53 | + 6.36 |
| 7.      | Rio Harada           | Japonia          | 2:15.15 | + 6.98 |
| 8.      | Leia Behlau          | Niemcy           | 2:15.75 | + 7.58 |
| 9.      | Shi Xiaoxuan         | Chiny            | 2:15.98 | + 7.81 |
| 10.     | Aleksandra Karpuziak | Polska           | 2:17.29 | + 9.12 |

#### 3,000m
| Pozycja | Zawodniczka          | Narodowość        | Czas    | Strata  |
| ------- | -------------------- | ----------------- | ------- | ------- |
|         | Sanneke De Neeling   | Holandia          | 4:37.33 | -       |
|         | Rio Harada           | Japonia           | 4:41.85 | + 4.52  |
|         | Su Ji-jang           | Korea Południowa  | 4:42.72 | + 5.39  |
| 4.      | Elizaweta Kazelina   | Rosja             | 4:44.45 | + 7.12  |
| 5.      | Yuan Fu              | Chiny             | 4:47.52 | 10.19   |
| 6.      | Aleksandra Karpuziak | Polska            | 4:51.48 | + 14.15 |
| 7.      | Michelle Uhrig       | Niemcy            | 4:53.47 | + 16.14 |
| 8.      | Clare Jeong          | Stany Zjednoczone | 4:54.04 | + 16.71 |
| 9.      | Inga Anne Vasaasen   | Norwegia          | 4:55.71 | + 18.38 |
| 10.     | Gloria Malfatti      | Włochy            | 4:59.97 | + 22.64 |

#### Bieg masowy
| Pozycja | Zawodniczka        | Narodowość       | Czas    | Strata |
| ------- | ------------------ | ---------------- | ------- | ------ |
|         | Sanneke De Neeling | Holandia         | 6:01.06 | -      |
|         | Su Ji-jang         | Korea Południowa | 6:01.13 | + 0.07 |
|         | Sumire Kikuchi     | Japonia          | 6:01.24 | + 0.18 |
| 4.      | Elizaweta Kazelina | Rosja            | 6:01.47 | + 0.41 |
| 5.      | Michelle Uhrig     | Niemcy           | 6:03.09 | + 2.03 |
| 6.      | Rio Harada         | Japonia          | 6:03.56 | + 2.50 |
| 7.      | Gloria Malfatti    | Włochy           | 6:03.91 | + 2.85 |
| 8.      | Leia Behlau        | Niemcy           | 6:06.66 | + 5.60 |
| 9.      | Mi Jang            | Korea Południowa | 6:07.44 | + 6.38 |
| 10.     | Marina Salnikowa   | Rosja            | 6:07.63 | + 6.57 |

### Chłopcy

#### 500m
| Pozycja | Zawodnik               | Narodowość       | Czas   | Strata |
| ------- | ---------------------- | ---------------- | ------ | ------ |
|         | Liu An                 | Chiny            | 75.50  | -      |
|         | Roman Dubowik          | Białoruś         | 77.824 | + 2.32 |
|         | Toshihiro Kakui        | Japonia          | 77.827 | + 2.32 |
| 4.      | Wasilij Puduszkin      | Rosja            | 78.08  | + 2.58 |
| 5.      | Stanisław Palkin       | Kazachstan       | 78.44  | + 2.94 |
| 6.      | Park Dai-han           | Korea Południowa | 78.87  | + 3.37 |
| 7.      | Matteo Cotza           | Włochy           | 79.59  | + 4.09 |
| 8.      | Marcel Drwięga         | Polska           | 80.30  | + 4.80 |
| 9.      | Henrik Fagerli Rukke   | Norwegia         | 80.64  | + 5.14 |
| 10.     | Cristian Adrian Mocanu | Rumunia          | 80.72  | + 5.22 |

#### 1,500m
| Pozycja | Zawodnik                 | Narodowość       | Czas    | Strata |
| ------- | ------------------------ | ---------------- | ------- | ------ |
|         | Yang Fan                 | Chiny            | 1:54.20 | -      |
|         | Liu An                   | Chiny            | 2:00.28 | + 6.08 |
|         | Seitarō Ichinohe         | Japonia          | 2:00.30 | + 6.10 |
| 4.      | Noh Hyeok-jun            | Korea Południowa | 2:02.19 | + 7.99 |
| 5.      | Bastijn Boele            | Holandia         | 2:02.28 | + 8.08 |
| 6.      | Roman Dubowik            | Białoruś         | 2:02.47 | + 8.27 |
| 7.      | Nils van der Poel        | Szwecja          | 2:02.84 | + 8.64 |
| 8.      | Wasilij Puduszkin        | Rosja            | 2:03.08 | + 8.88 |
| 9.      | Magnus Myhren Kristensen | Norwegia         | 2:03.27 | + 9.07 |
| 10.     | Michaił Kazelin          | Rosja            | 2:03.42 | + 9.22 |

#### 3,000m
| Pozycja | Zawodnik                 | Narodowość       | Czas    | Strata  |
| ------- | ------------------------ | ---------------- | ------- | ------- |
|         | Yang Fan                 | Chiny            | 4:03.22 | -       |
|         | Seitarō Ichinohe         | Japonia          | 4:10.00 | + 6.78  |
|         | Noh Hyeok-jun            | Korea Południowa | 4:14.41 | + 11.19 |
| 4.      | Peter Lenderink          | Holandia         | 4:14.93 | + 11.71 |
| 5.      | Nils van der Poel        | Szwecja          | 4:15.53 | + 12.31 |
| 6.      | Michaił Kazelin          | Rosja            | 4:19.25 | + 16.03 |
| 7.      | Magnus Myhren Kristensen | Norwegia         | 4:19.71 | + 16.49 |
| 8.      | Bastijn Boele            | Holandia         | 4:21.02 | + 17.80 |
| 9.      | Dmitrij Morozow          | Kazachstan       | 4:22.42 | + 19.20 |
| 10.     | Manuel Vogl              | Austria          | 4:27.27 | + 24.05 |

#### Bieg masowy
| Pozycja | Zawodnik                 | Narodowość | Czas    | Strata |
| ------- | ------------------------ | ---------- | ------- | ------ |
|         | Yang Fan                 | Chiny      | 7:10.23 | -      |
|         | Seitarō Ichinohe         | Japonia    | 7:11.45 | + 1.22 |
|         | Wasilij Puduszkin        | Rosja      | 7:12.83 | + 2.60 |
| 4.      | Toshihiro Kakui          | Japonia    | 7:13.10 | + 2.87 |
| 5.      | Stanisław Palkin         | Kazachstan | 7:13.35 | + 3.12 |
| 6.      | Magnus Myhren Kristensen | Norwegia   | 7:14.15 | + 3.92 |
| 7.      | Michaił Kazelin          | Rosja      | 7:14.42 | + 4.19 |
| 8.      | Manuel Vogl              | Austria    | 7:14.51 | + 4.28 |
| 9.      | Nils van der Poel        | Szwecja    | 7:14.66 | + 4.43 |
| 10.     | Bastijn Boele            | Holandia   | 7:14.69 | + 4.46 |